# Curling na Zimskih olimpijskih igrah 1932
Curling na Zimskih olimpijskih igrah 1932.

## Rezultati

### Moški
| Poz | Reprezentanca                                                                 |
| --- | ----------------------------------------------------------------------------- |
| 1   | Kanada (Errick F. Willis, Robert B. Pow, James L. Bowman, William H. Burns)   |
| 2   | Kanada (Russell G. Hall, Archibald Lockhart, Frank P. McDonald, E. F. George) |
| 3   | Kanada (Albert Maclaren, John Leonard, T. Howard Stewart, William Brown)      |